# Boys (film)
Boys, een film over meisjes is een Vlaamse film uit 1991 geregisseerd door Jan Verheyen in een productie van Marc Punt. Het was de eerste film van Jan Verheyen.

## Verhaal
Peter en Tom zijn vrienden. Peter begint aan zijn carrière en krijgt een functie als tekstschrijver in een reclamebureau. Hij moet een campagne ontwerpen om condoomgebruik te stimuleren. Tom is een losbol die zijn studies rechten heeft afgebroken en via zijn vader als klerk een baan gekregen heeft bij een deurwaarder. Buiten de uren zijn ze onafscheidelijk. Gedurende een weekend aan zee spoort Tom Peter aan zich wat te amuseren en zich ook over de breuk met zijn vaste vriendin Tanya heen te zetten. En dan ontmoeten ze Dana. Wanneer het reclamebureau de campagne van Peter weigert zonder een mannelijk model, neemt Tom in een opwelling ook die uitdaging aan.

## Rolverdeling
| Acteur               | Personage |
| -------------------- | --------- |
| Michael Pas          | Peter     |
| Tom Van Bauwel       | Tom       |
| Francesca Vanthielen | Dana      |
| Hilde Heijnen        | Tanya     |

### Bijrollen
| Acteur                    | Personage              |
| ------------------------- | ---------------------- |
| Bert André                | meneer Nellens         |
| Camilia Blereau           | mevrouw De Schepper    |
| Herbert Bruynseels        | Robert                 |
| Ludo Busschots            | taxichauffeur          |
| Gaston Carems             | Dana's grootvader      |
| Chris Cauwenberghs        | Jef                    |
| Willy De Groot            | politieman             |
| Brigitte Derks            | Joyce                  |
| Herbert Flack             | Lucas Waterman         |
| Karina Geenen             | Jannie                 |
| Jacques Gleicher          | klant                  |
| Danni Heylen              | opdienster             |
| Bieke Ilegems             | Linda                  |
| Thomas Siffer             | strandverkoper         |
| Kristel Stas              | Sunset meisje          |
| Jan Steen                 | Jungle Shop eigenaar   |
| Hilde Timmermans          | Sunset meisje          |
| Maya van den Broecke      | mevrouw Vremans        |
| Mark Van Kuijk            | meneer Remers          |
| Fred Van Kuyk             | meneer Meuleman        |
| Tom Van Landuyt           | jongen in dancing      |
| Greta Van Langhendonck    | dame in restaurant     |
| Christel Van Schoonwinkel | Greet                  |
| Iris Van Straten          | meisje in dancing      |
| Inge Van Sweevelt         | Brenda                 |
| Jan Verheyen              | regisseur              |
| Benny Vermeulen           | opdiener in restaurant |
| Mark Verstraete           | Maitre d'hôtel         |
| Aron Wade                 | Dana's broer           |
| Luk Wyns                  | Tim                    |